# Dennis Muilenburg

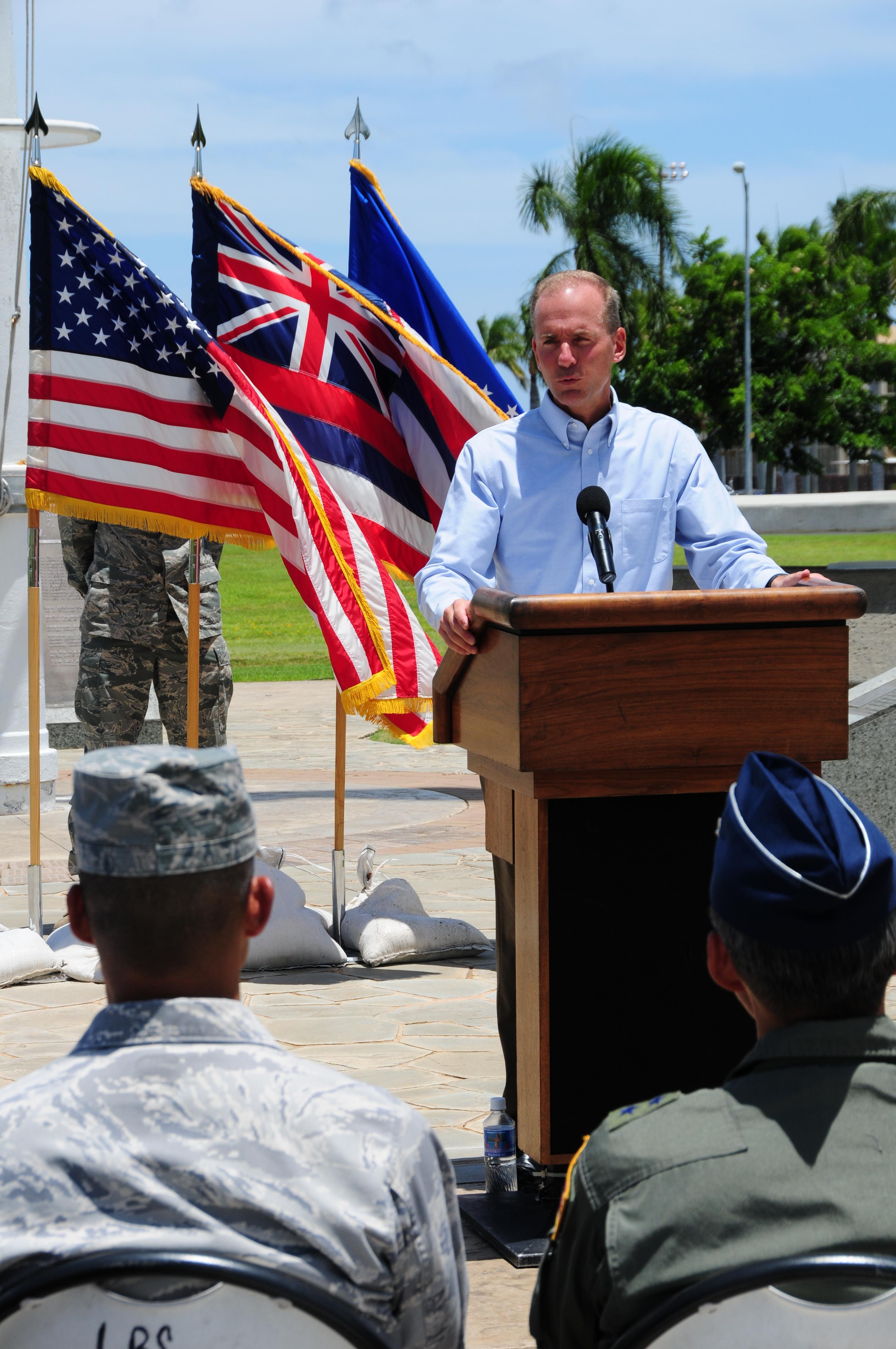
Dennis Muilenburg (2011)

Dennis A. Muilenburg (* 1964 in Orange City, Iowa) ist ein US-amerikanischer Manager und Ingenieur.

## Leben
Muilenburg studierte Luft- und Raumfahrttechnik (Aerospace Engineering) an der Iowa State University (Bachelor-Abschluss) und der University of Washington (Master-Abschluss). Seit 1985 arbeitete Muilenburg für  Boeing. Als Ingenieur war er an der X-32 und der Beteiligung von Boeing am Lockheed Martin F-22 Raptor beteiligt, an der YAL-1 Airborne Laser, am Projekt High Speed Civil Transport (HSCT) und an der experimentellen Aufklärungsdrohne Condor. Er war Vizepräsident der militärischen Sparte von Boeing (Combat Systems Division) und Präsident und CEO von Boeing Integrated Defense Systems (ab 2009 Boeing Defense, Space & Security, BDS, genannt). Seit Juli 2015 war Muilenburg als Nachfolger von James McNerney Präsident und CEO des Konzerns Boeing. 2016 wurde er außerdem Chairman des Board of Directors. 2018 wurde er in die National Academy of Engineering gewählt.
Vom Branchenblatt Aviation Week wurde er zur Person Of The Year 2018 gekürt. Zu diesem Zeitpunkt war bereits der Lion-Air-Flug 610, eine fast fabrikneue Boeing 737 MAX 8 vor der Küste in die Javasee gestürzt und alle 189 Personen an Bord starben. Am 10. März 2019 verunglückte eine weitere Boeing 737 MAX 8, der Ethiopian-Airlines-Flug 302, wobei 157 Passagiere und Besatzungsmitglieder ihr Leben verloren. Es wurden weltweit Betriebsverbote für alle 737-MAX-Versionen erteilt. Als Ursache für beide Abstürze stellten sich Schwierigkeiten mit einem bei der 737 neu eingeführten Maneuvering Characteristics Augmentation System (MCAS) und dessen Anstellwinkelsensoren heraus, welches durch Eingriff in die Höhenrudertrimmung eigentlich gefährliche Flugzustände dem Piloten anzeigen sollte, jedoch durch Fehlfunktion einen Trimmzustand in Richtung „Nase tief“ herbeiführte, der von nicht spezifisch geschulten Besatzungen nicht mehr beherrscht werden konnte. Es folgten massive Kritik von Aktionärsseite, Produktionseinbrüche und der höchste Quartalsverlust in der Geschichte Boeings. Die New York Times definierte im Juli 2019 die Krise bei Boeing als „Versagen der Führung“.
Im Oktober 2019 wurden von mehreren Seiten die Rücktritte Muilenburgs und des Boeing-Finanzchefs Greg Smith gefordert. Am 11. Dezember musste Muilenburg die Funktion des Chairman an David Calhoun abgeben, blieb aber vorerst CEO.
Die Boeing 737 MAX wurde nicht von Muilenburg in Auftrag gegeben, sondern von seinem Vorgänger, und er war auch nicht allein für die geänderte Ausrichtung des Unternehmens verantwortlich. Bereits seit Mitte der 1990er gab es einen schleichenden Wandel von Ingenieurskunst zur Orientierung am Börsenkurs, der seinen Endpunkt 2011 mit der Entscheidung für die kostengünstige Weiterentwicklung der 737 MAX – und gegen ein völlig neues Modell – fand. „Auf subtile Weise wurden Kostendämpfung und ausgeklügelte technische Abkürzungen zur größten Sorge“ des Unternehmens. Muilenburg verantwortete ein brüchiges Fehlermanagement, in dem „Arbeiter und Zulieferer sich nicht mehr sicher fühlen konnten, ob sie technische Schwierigkeiten oder Zweifel [betreffend die Sicherheit] den Vorgesetzten melden sollten“. Und wenn Bedenken gemeldet wurden, so wurden sie zumindest in einem Fall konsequent ignoriert, dreimal hintereinander. Zuletzt wurde Ende 2018 die Dividende auf den Rekordwert von 2,055 US-$ angehoben und ein Aktienrückkaufprogramm über 20 Milliarden US-$ gestartet, um den Kurs mittelfristig zu stützen. Muilenburg etwa erhielt im Jahr 2018 23,3 Millionen Dollar Vergütung. Allein 13 Millionen davon stammten aus Boni, die sich unter anderem nach dem Gewinn pro Aktie richten.
Am 23. Dezember 2019 gab Boeing bekannt, Muilenburg sei mit sofortiger Wirkung auch von seinem Amt als CEO zurückgetreten. Sein Nachfolger auch als CEO wurde mit Wirkung ab 13. Januar 2020 David Calhoun.